# Robert Wetzel (Handballspieler)
Robert Wetzel (* 25. September 1990 in Rostock) ist ein deutscher Handballspieler, der beim HC Empor Rostock unter Vertrag steht.

## Karriere
Robert Wetzel spielte bis 2010 bei der Bramstedter TS in der Regionalliga. Nachdem er in der Saison 2010/11 für den Zweitligisten TSV Altenholz auflief, wechselte der 1,96 Meter große Torhüter 2011 zum SV Post Schwerin. Als Schwerin 2012 Insolvenz anmeldete, wurde Wetzels Vertrag aufgelöst und er schloss sich dem HC Empor Rostock an. Nachdem er ab Sommer 2014 bei Eintracht Hildesheim spielte, wechselte er zur Saison 2015/16 zum Zweitligaaufsteiger HF Springe. Ab dem Sommer 2016 stand er beim EHV Aue unter Vertrag. Im Sommer 2018 kehrte er zum HC Empor Rostock zurück.
Mit der Deutschen Juniorennationalmannschaft gewann Wetzel die U-21-Weltmeisterschaft 2011 in Griechenland.

## Privates
Wetzels Bruder Tom war ebenfalls Handballspieler.